# Parc provincial Magnetawan River
Le parc provincial Magnetawan River (anglais : Magnetawan River Provincial Park) est un parc provincial de l'Ontario (Canada) situé dans le district de Parry Sound. Il comprend une portion du cours de la rivière Magnetawan.
Il s'agit d'un parc non exploité avec aucun aménagement, ni service. Il est populaire pour le kayak de rivière ou le canot.

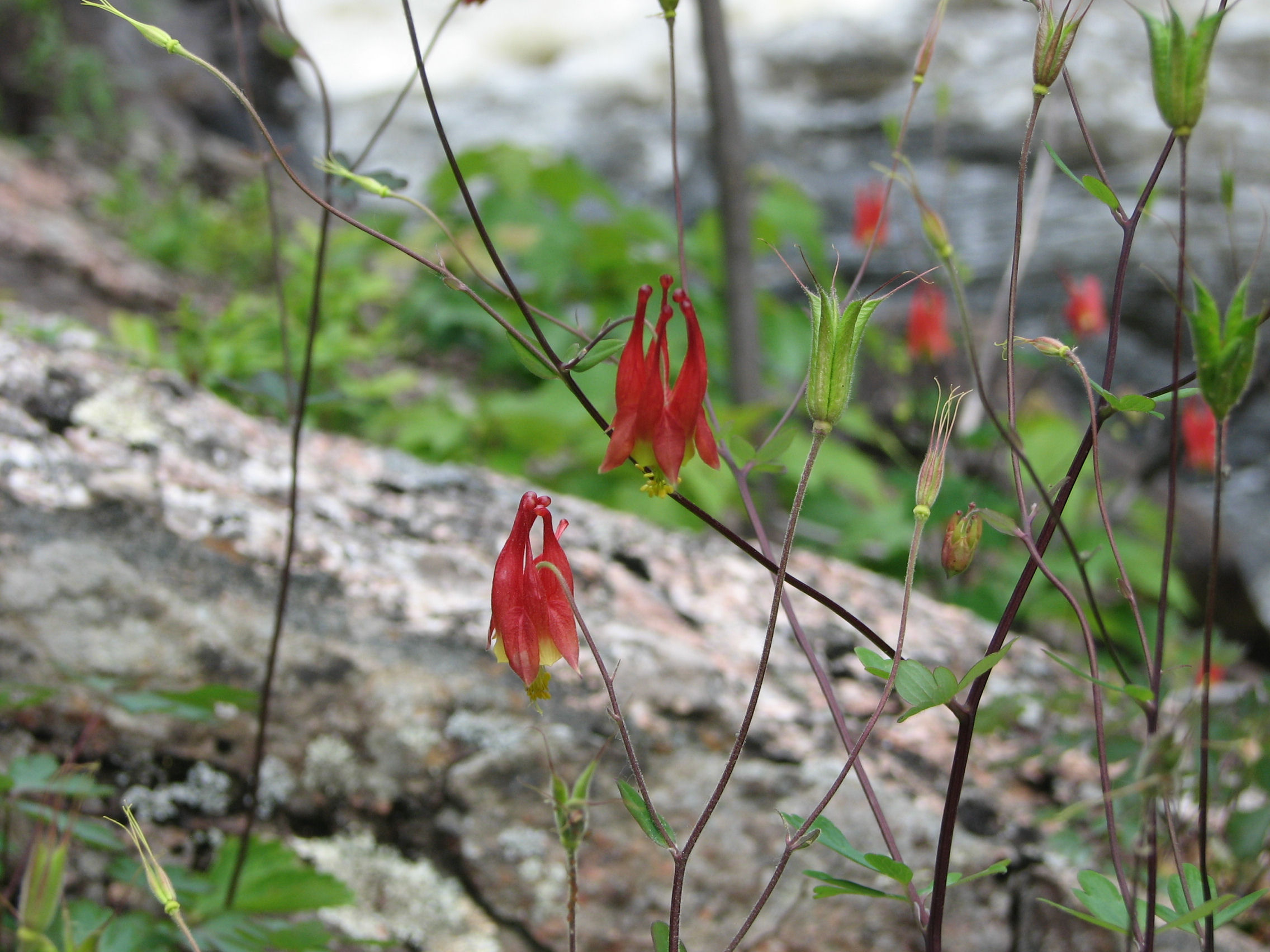
ancolie du Canada située sur la rive.